# No Line on the Horizon
No Line on the Horizon (în română Nicio linie la orizont) este al doisprezecelea album de studio al formației rock irlandeze U2, lansat la 27 februarie 2009. Albumul este primul după How to Dismantle an Atomic Bomb din 2004, distanța între ele fiind cea mai mare distanță între lansări de albume de studio din cariera formației. Materialul urma inițial să fie lansat sub formă de două EP-uri, intitulate Daylight și Darkness, dar ulterior formația a decis să le combine într-un singur album.
U2 a început să lucreze la un nou album de studio în 2006 cu Rick Rubin dar apoi a hotărât să renunțe la majoritatea materialului din aceste sesiuni. Formația a lucrat la album în colaborare cu producătorii Brian Eno și Daniel Lanois în perioada iunie 2007–decembrie 2008, membrii formații fiind astfel implicați și în procesul de scriere a cântecelor. Scrierea și înregistrarea albumului a avut loc în patru orașe diferite. Albumul urma inițial să fie lansat în noiembrie 2008, dar formația scrisese aproximativ 50–60 de cântece și dorea să continue.
Înainte de lansare, formația U2 a arătat că datorită colaborării cu Eno și Lanois, și datorită scurtei perioade petrecute în Fez, Maroc, albumul este unul mai experimental decât cele două albume anterioare. La lansare, No Line on the Horizon a primit critici favorabile, deși mulți critici au observat că albumul este mai puțin experimental decât a declarat formația. U2 a anunțat planuri de lansare pentru un nou album intitulat Songs of Ascent cândva în 2009 sau 2010. Turneul de popularizare efectuat de U2 pentru No Line on the Horizon se numește U2 360° Tour și a început la 30 iunie 2009.